# River Grove
River Grove és una vila dels Estats Units a l'estat d'Illinois. Segons el cens del 2000 tenia 10.668 habitants.

## Demografia
Segons el cens del 2000, River Grove tenia 10.668 habitants, 4.404 habitatges, i 2.765 famílies. La densitat de població era de 1.723,4 habitants/km².
Dels 4.404 habitatges en un 28,6% hi vivien nens de menys de 18 anys, en un 46,2% hi vivien parelles casades, en un 11,9% dones solteres, i en un 37,2% no eren unitats familiars. En el 31,4% dels habitatges hi vivien persones soles el 14,7% de les quals corresponia a persones de 65 anys o més que vivien soles. El nombre mitjà de persones vivint en cada habitatge era de 2,41 i el nombre mitjà de persones que vivien en cada família era de 3,08.
Per edats la població es repartia de la següent manera: un 21,3% tenia menys de 18 anys, un 9,5% entre 18 i 24, un 30,7% entre 25 i 44, un 22,4% de 45 a 60 i un 16,1% 65 anys o més.
L'edat mediana era de 38 anys. Per cada 100 dones de 18 o més anys hi havia 89,2 homes.
La renda mediana per habitatge era de 40.050 $ i la renda mediana per família de 48.022 $. Els homes tenien una renda mediana de 37.279 $ mentre que les dones 26.781 $. La renda per capita de la població era de 20.390 $. Aproximadament el 5,4% de les famílies i el 5,9% de la població estaven per davall del llindar de pobresa.

## Poblacions properes
El següent diagrama mostra les poblacions més properes.